# Махайра

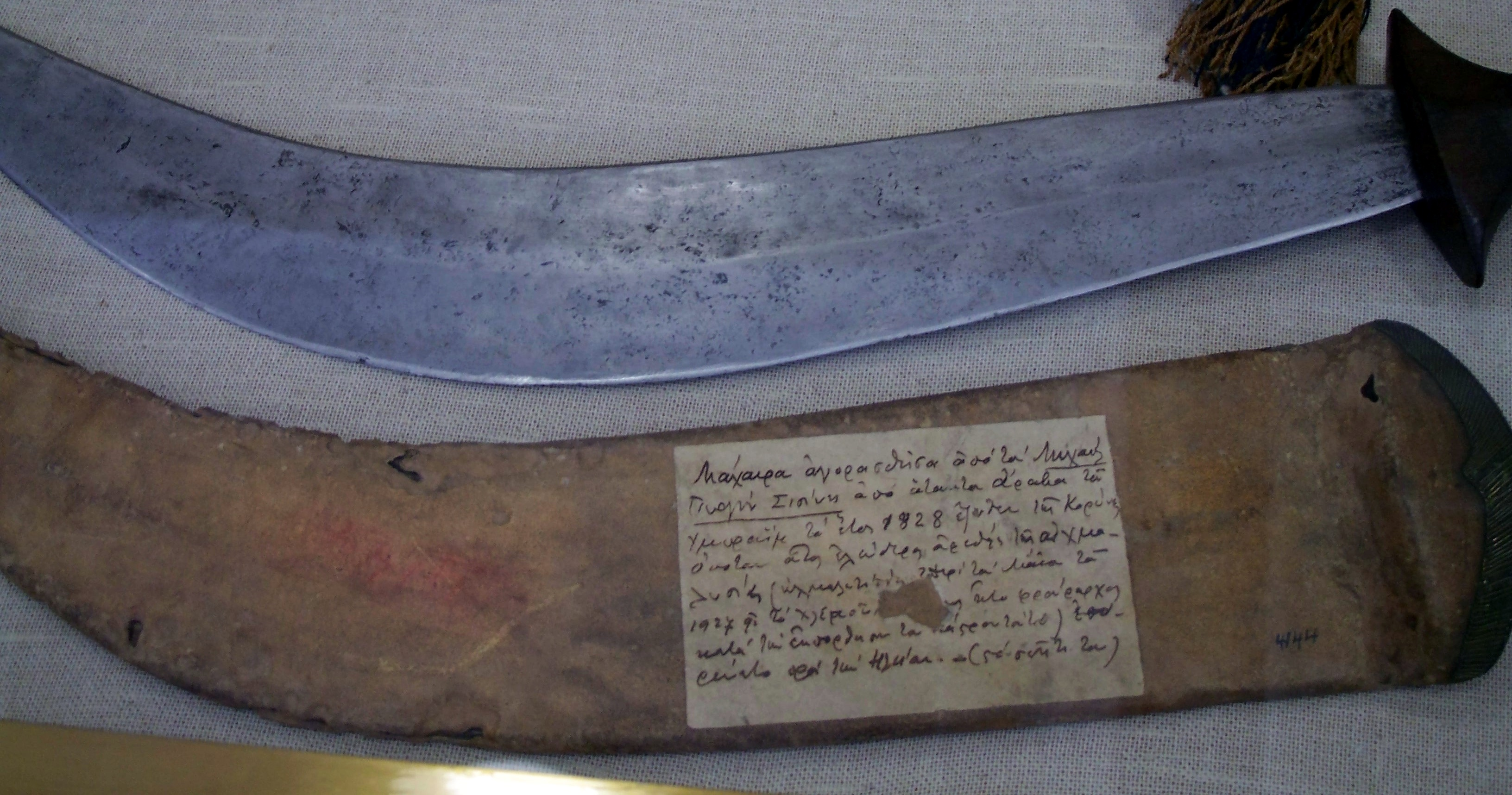
Махайра грецького революціонера Георгій Сісініс

Ма́хайра (грец. μάχαιρα) — давньогрецька холодна зброя, рід короткого, злегка вигнутого односічного меча. У багатьох авторів змішується з копісом. Слово μάχαιρα походить від μάχη («битва») або μάχεσθαι («б'юся»): слів, які виводять від праіндоєвроп. кореня *magh- (пор. «Телемах», «гігантомахія», «тавромахія»). Деякі виводять зі слова «махайра» і прасл. *mеčь, *mьčь («меч»), а також гот. mēkeis, але це малоймовірне. У сучасній грецькій мові μαχαίρι означає «ніж».

## Історія
Слово μάχαιρα зустрічається ще у Гомера, але у нього воно уживається виключно у значенні «ніж». Починаючи з 530 року до нашої ери, зображення махайри часто з'являється на грецьких вазах. На них махайра показана односічним клинком, вигнутим і розширеним на ділянці, якою завдається удар. Це забеспечувало концентрацію маси, отже, й моменту сили. Незважаючи на відносно часто зустрічаність зображень махайри, у розкопках її знаходять рідко.
Питання про походження махайри залишається нерозв'язаним. Рештки зброї подібної форми знайдені і на Балканському, і на Апеніннському, і на Піренейському півостровах, що дає привід приписати її винахід народам давньої Іспанії або етрускам. Існує версія і близькосхідного походження. Найімовірнішим є поява махайри на півночі Балканського півострова, у фракійців, звідки вона потрапляє до греків, не пізніше третьої чверті 6 століття до нашої ери. З грецькими колоністами вона проникає до Італії і переймається етрусками, чия військова справа завжди перебувала під грецьким впливом.

## Опис
Махайра являла собою злегка вигнутий клинок у 70 см завдовжки. Заточувався тільки внутрішній бік, тильна сторона робилася потовщеною для міцності. Перша третина клинка від руків'я була найвужчою частиною — близько 5 см. Потім меч плавно розширявся до 10 см, а на кінець клинка формувався гострий, опущений донизу мисок. Широка частина клинка значно спускалася донизу відносно подовжній осі, отже, утворювався вигин, який і був головною відзнакою махайри.
Воїни вищих верств замовляли махайру з поверхневим гартом — щоб не втрачалася гнучкість. Водночас на зброю наносився рисунок щавленням. Узор, як правило, був суцільним, дрібним та орнаментованим. На поверхні ніколи не рисувалися сюжетні зображення, на відміну від мисливської зброї. Для махайри виготовлялися піхви, за допомогою кілець вони кріпилися на амуніції воїна.
Вважали, що махайра повинна мати свого постійного господаря, продавати або міняти меч не дозволялося. Зброю полеглого воїна передавали другу або рідним вбитого.
Ксенофонт описував махайру як найкращу зброю для кіннотників: «Я рекомендував би копіс радше, ніж ксифос, бо з висоти коня ріжучий удар махайри кращий, ніж колючий ксифоса» (Ксенофонт, 12:11). Погляди Ксенофонта цілком відповідають віковій практиці використання кривих клинків у кавалерії. Головна відмінність махайр від пізніших шабель полягала у тому, що їхнє лезо було ширшим і більш нагадувало фальшіон або мачете. Махайри уживалися переважно у кінноті; піші воїни, як грецькі, так і перські, віддавали перевагу прямим клинкам (ксифосам та акінакам).

## Інше
- У грецькому оригіналі Нового Заповіту словом μάχαιρα зоветься будь-який меч, у тому числі й римський гладіус.
- За деякими свідченнями, саме махайрою спартанець Антікрат завдав смертельної рани фіванському полководцю Епамінонду у битві при Мантінеї. Нащадків Антікрата у пам'ять про це у Лакедемоні звали «Махайріонами»[5][6]. За іншими даними, Епамінонд був поранений дротиком[7].
- Димахер — тип римського гладіатора, озброєного двома махайрами. Латинське dimachaerus походить від грецького διμάχαιρος — «озброєний двома махайрами», «двошабельник».
- Махайрод (шаблезубий тигр) — викопний хижак, названий за схожість його верхніх ікл з махайрами.

## Галерея

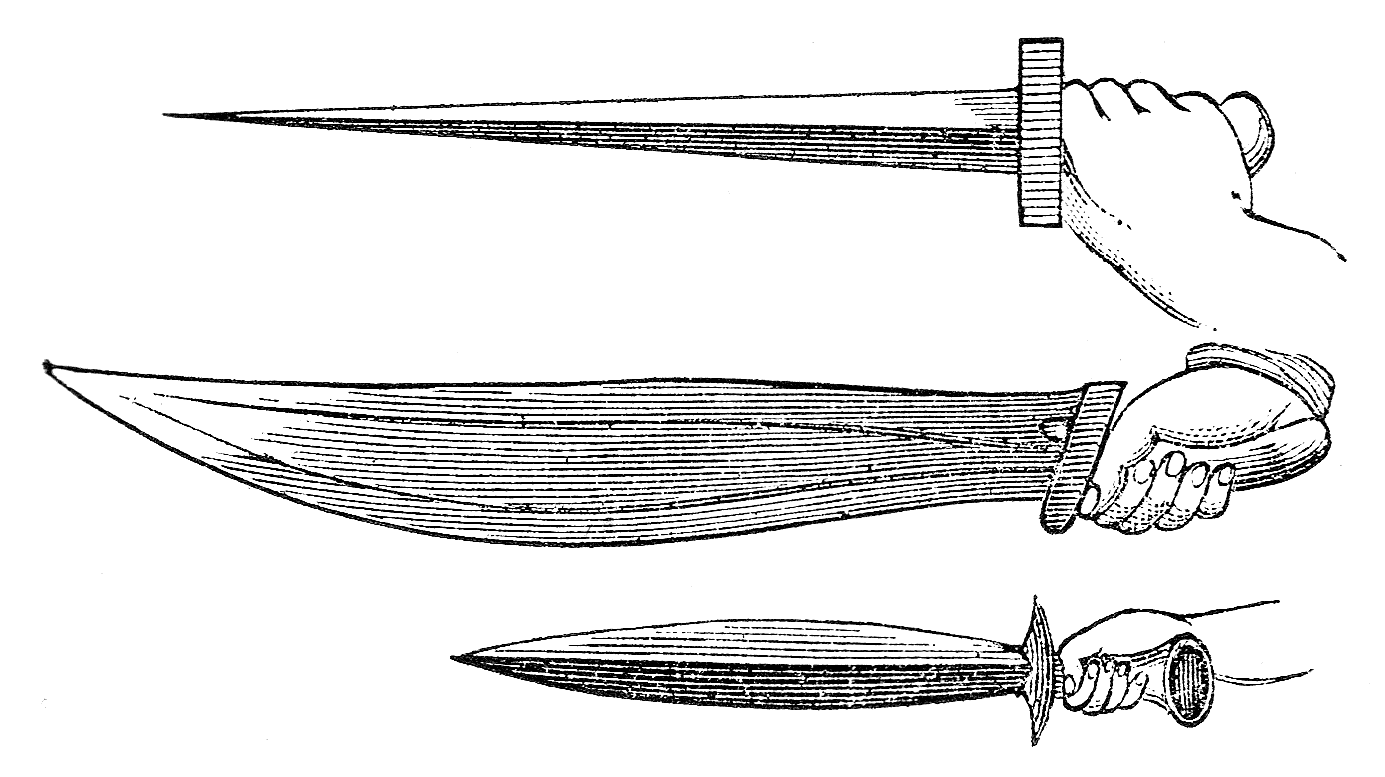
Давньогрецькі мечі: знизу — ксифос, у центрі — махайра
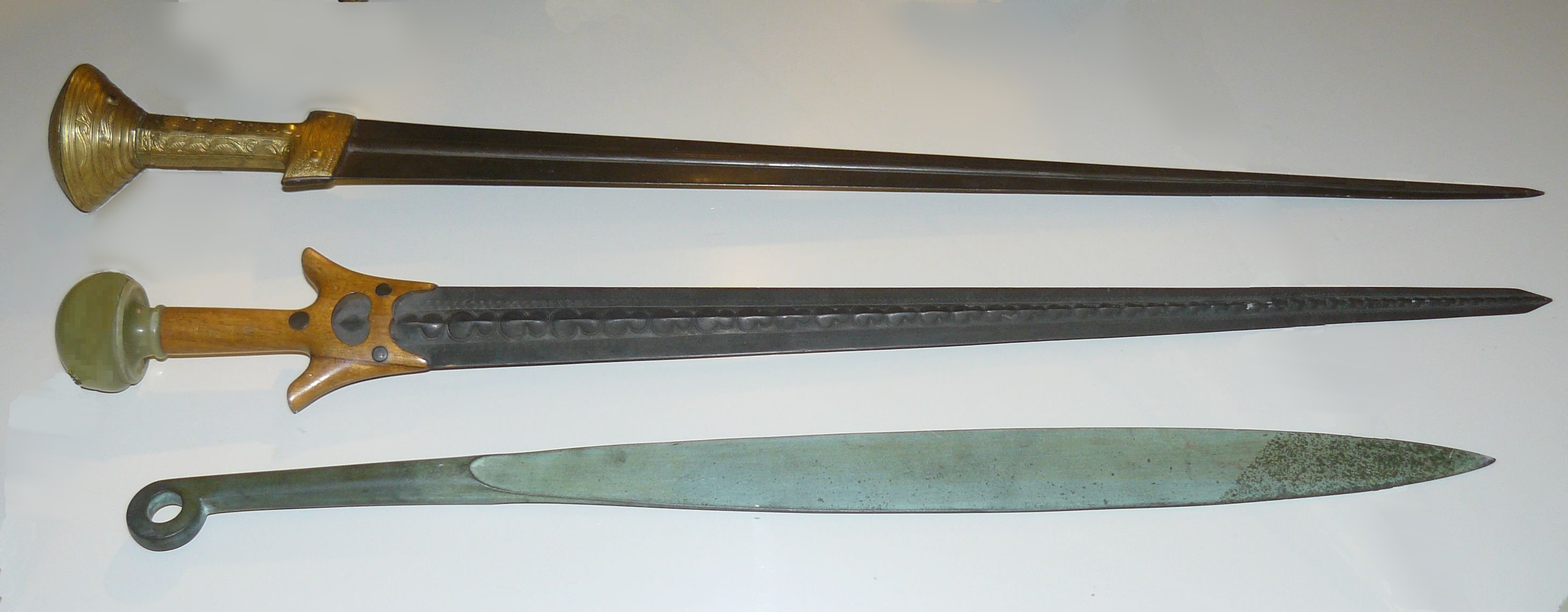
Реконструкція мікенських мечів. Знизу — махайра
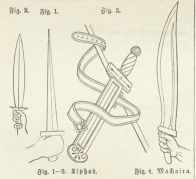
Давньогрецькі мечі: ліворуч — ксифоси, праворуч — махайра
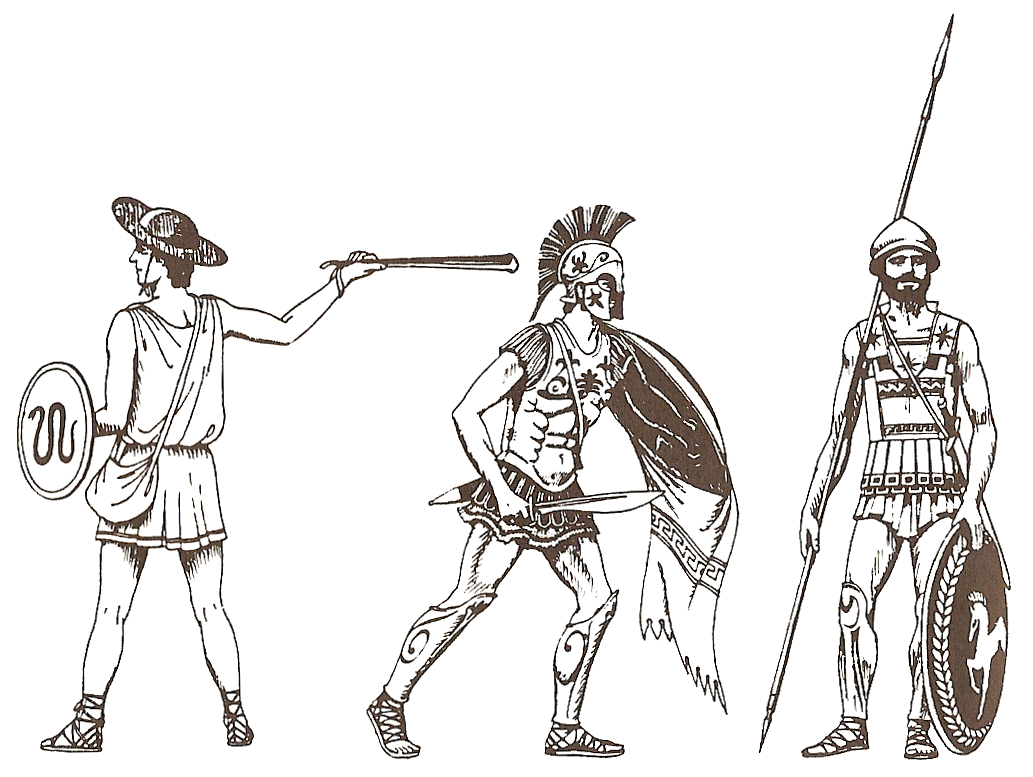
Давньогрецькі воїни часу греко-перських воєн. У центрі — гопліт з махайрою
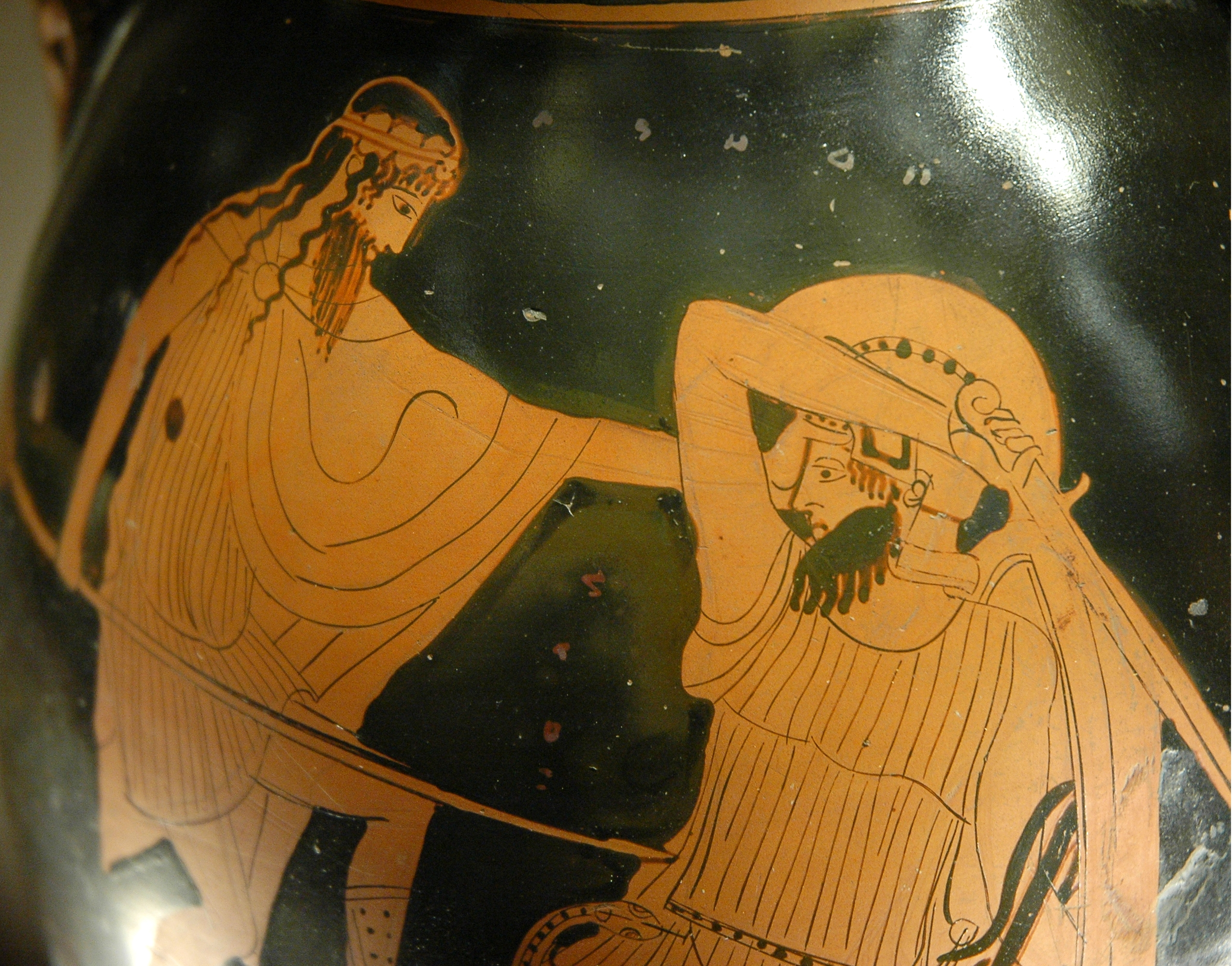
Малюнок на червонофігурній пеліці на тему «Гігантомахія». У фігури праворуч — махайра
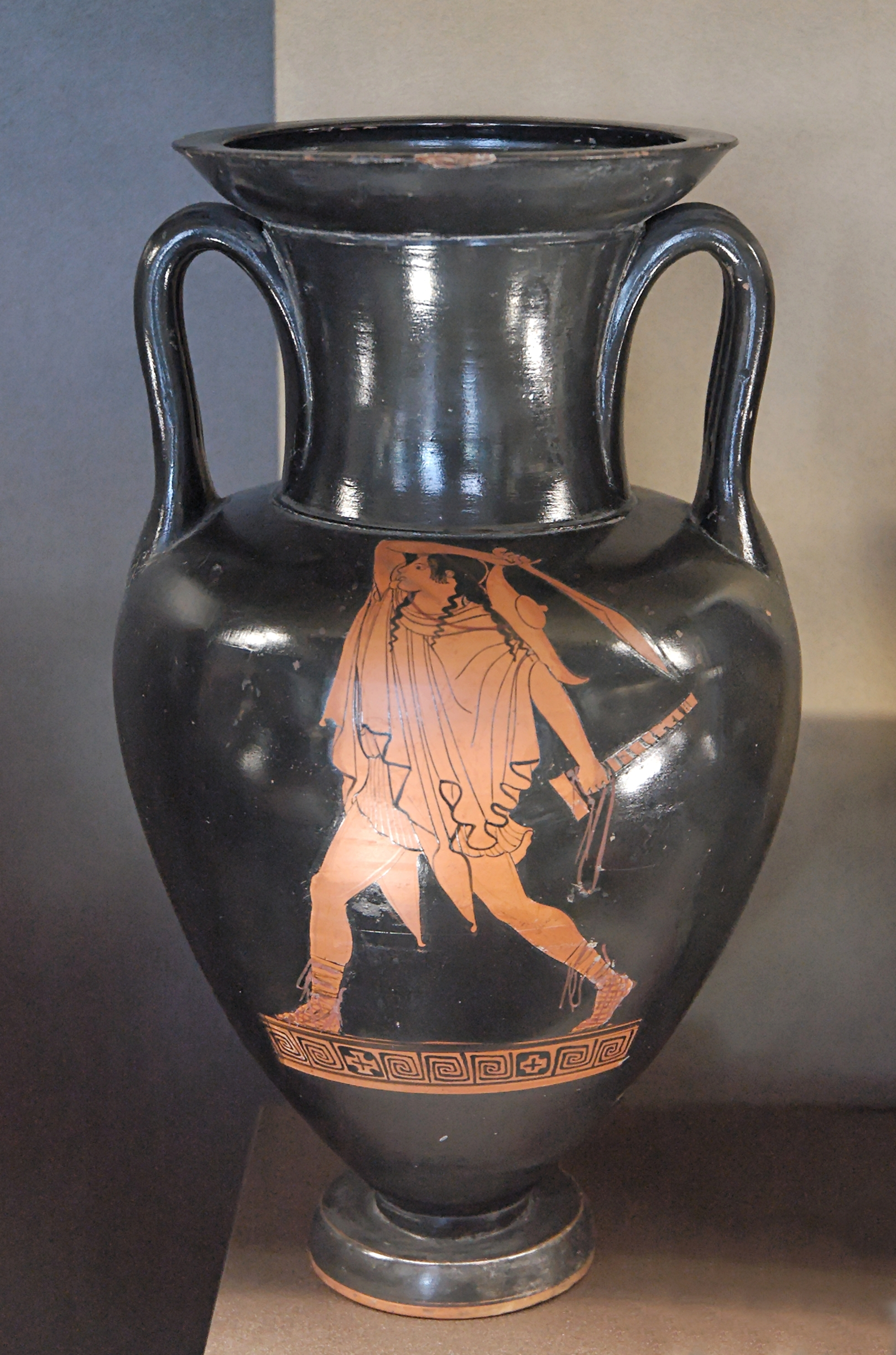
Воїн з махайрою. Червонофігурна амфора, 460 р. до н. е.